# 톰 파파

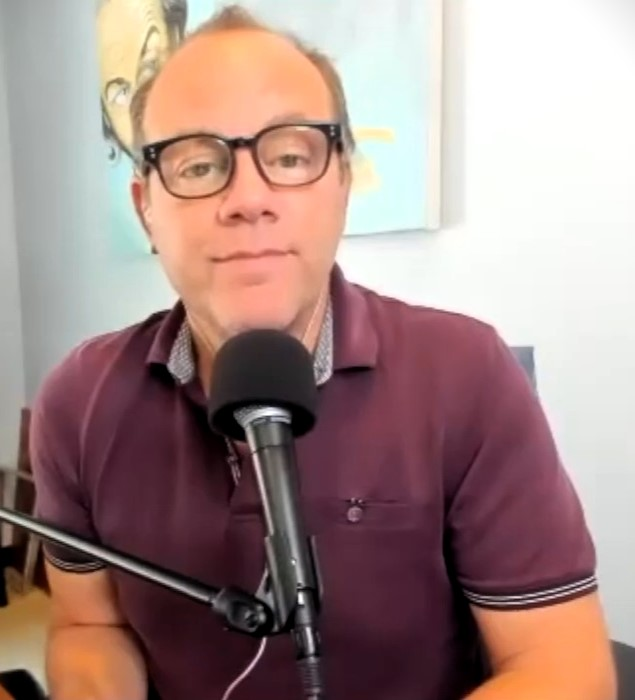

톰 파파(Tom Papa, 1968년 11월 10일 ~ )는 미국의 희극 배우, 영화 프로듀서, 각본가, 배우, 텔레비전 배우, 라디오 DJ이다.
퍼세이익에서 태어났다.

## 영화
- 쇼를 사랑한 남자 (2013년)
- 저스트 라이크 어스 (2010년)
- 더 혼티드 월드 오브 엘 슈퍼비스토 (2009년)
- 인포먼트 (2009년) - 믹 앤드리스 역
- 꿀벌 대소동 (2007년)
- 코미디언 (2002년)
- 애널라이즈 댓 (2002년)
- 코미디 센트럴 프리젠트 (1998년) - 본인 역